# Erycia furibunda
Erycia furibunda là một loài ruồi trong họ Tachinidae.